# Lennart Edquist
Björn Axel Lennart Edquist, född 3 augusti 1942 i Umeå stadsförsamling, är en svensk präst. 
Efter studier i Umeå blev Edquist student vid Uppsala universitet 1961 och avlade teologie kandidatexamen där 1966. Han prästvigdes samma år. Edquist var 1968–1971 komminister i Robertsfors församling och 1972–1976 i Skellefteå Sankt Olovs församling, där han blev kyrkoherde sistnämnda år. Han blev extra ordinarie hovpredikant 1985 och domprost i Luleå 1991. Edquist blev styrelseordförande för Luleå stifts folkhögskola i Älvsbyn 1992. Han blev emeritus 2007.